# Kabinett Zeyer I
Als Kabinett Zeyer I bezeichnet man die saarländische Landesregierung unter Ministerpräsident Werner Zeyer (CDU) vom 5. Juli 1979 bis zum 23. Mai 1980.
Nach dem unerwarteten Tod von Ministerpräsident Franz-Josef Röder im Juni 1979 wurde Zeyer vom Landtag des Saarlandes in dessen siebter Legislaturperiode zum Nachfolger gewählt. Er führte die Koalition mit der FDP/DPS fort. Seinem Kabinett gehörten an:
| Amt                                                 | Name                | Partei | Partei  |
| --------------------------------------------------- | ------------------- | ------ | ------- |
| Ministerpräsident                                   | Werner Zeyer        |        | CDU     |
| Minister des Inneren                                | Alfred Wilhelm      |        | CDU     |
| Minister der Finanzen                               | Ferdi Behles        |        | CDU     |
| Minister für Rechtspflege und Bundesangelegenheiten | Rainer Wicklmayr    |        | CDU     |
| Minister für Kultus, Bildung und Sport              | Josef Jochem        |        | CDU     |
| Ministerin für Arbeit, Gesundheit und Sozialordnung | Rosemarie Scheurlen |        | FDP/DPS |
| Minister für Wirtschaft, Verkehr und Landwirtschaft | Werner Klumpp       |        | FDP/DPS |
| Minister für Umwelt, Raumordnung und Bauwesen       | Günther Schacht     |        | CDU     |